# Смиловицкий, Леонид Львович
Леони́д Льво́вич Смилови́цкий (бел. Леанід Львовіч Смілавіцкі, род. 15 августа 1955, Речица, Гомельская область) — советский и израильский историк, специалист по истории евреев в Беларуси. Кандидат исторических наук (после нострификации в Израиле — доктор философии (PhD) по истории), доцент. Автор 450 статей и 7 монографий.

## Биография
Отец — Лев Смиловицкий (род. 1925 г.), родом из Речицы. Воевал в годы Великой Отечественной войны, демобилизовался в 1947 году, окончил Минский юридический институт в 1952 году и женился на своей землячке Галине Чечик. Работал в ЦК ЛКСБ, помощником министра культуры. Защитил кандидатскую диссертацию, доцент Минского педагогического института и Института культуры. Написал воспоминания.
Мать — Галина Израилевна Чечик (род. 1929), после войны поступила в Ленинградский медицинский институт и окончила его в 1954 году. Работала в Минске санитарным врачом, последние двадцать лет — заведующей эпидемиологическим отделом СЭС Первомайского района Минска.
Родился в 1955 году в Речице, учился в 49-й средней общеобразовательной школе в Минске (1962—1972), в 1977 году окончил историко-иностранный факультет Минского государственного педагогического института им. А. М. Горького по специальностям преподавателя истории, обществоведения и английского языка.
После службы в Советской армии (1977—1979) — сотрудник Белорусского государственного музея истории Великой Отечественной войны; в 1980 году перешёл на работу в Белорусский университет культуры лаборантом кафедры истории. Окончил аспирантуру при кафедре истории Белорусского государственного университета и в 1984 году под руководством кандидата исторических наук доцента М. А. Пашкевича защитил диссертацию по теме «Деятельность Коммунистической партии Белоруссии по восстановлению и развитию средней специальной школы (1944—1955 годы)» (Специальность 07.00.01 — история КПСС).
С 1984 по 1992 годы — доцент кафедры истории Беларуси, СССР и зарубежных стран Белорусского университета культуры в Минске.
В 1992 году Смиловицкий вместе с семьёй (женой и двумя сыновьями) репатриировался в Израиль. Жил в Петах-Тикве, в 1993 году переехал в Иерусалим, где поступил на работу в архив Национального института памяти жертв нацизма и героев Сопротивления Яд Ва-шем. Одновременно принимал участие в работе фонда Стивена Спилберга по сбору видеосвидетельств людей, переживших Холокост. Взял свыше ста интервью у бывших узников гетто, концлагерей и партизан.
С 1995 года — научный сотрудник (с 2000 года — старший научный сотрудник) Центра диаспоры Тель-Авивского университета (Diaspora Research Center of the Tel Aviv University).

### Научная деятельность
Кандидат исторических наук (англ. Ph. D.), диссертация — «Деятельность Коммунистической партии Белоруссии по восстановлению и развитию средней специальной школы (1944—1955 годы».
В 1999 году в Минске была опубликована первая книга Леонида Смиловицкого «Евреи Беларуси: из нашей общей истории, 1905—1953 годы» (ISBN 985-611-942-1). Автор выступил и в качестве редактора. По некоторым сведениям, рукопись книги была изменена издательством без согласования с автором: были удалены главы о «деле врачей», антисемитизме в партизанских отрядах во время войны и многое другое. Представители издательства отрицают, что подвергали книгу Л. Смиловицкого цензуре.
В 2000 году на русском языке в Тель-Авиве была издана книга «Катастрофа евреев в Белоруссии, 1941—1944 годы» Эта монография стала важной вехой в его работе. В 2005 году она была переведена на английский язык: Holocaust in Belorussia, 1941—1944, Tel Aviv 2000, 432 pp. ISBN 965-7094-24-0
В 2008 году вышла новая книга Леонида Смиловицкого «Евреи в Турове. История местечка Мозырского Полесья» (ISBN 978-965-555-352-9). Отдельные главы опубликованы на сайте «Еврейская старина» (портал Заметки по еврейской истории).
В 2009 и 2020 годах Леонид Смиловицкий был назван лауреатом конкурса «Автор года» сетевого портала «Заметки по еврейской истории» в номинации «Иудейские древности».
В 2012—2016 годах участвовал в проекте «Вторая мировая война в источниках личного происхождения на примере Советского Союза».
В 2014 году вышла монография «Еврейская жизнь в Беларуси. Последнее десятилетие сталинского режима, 1944—1953 годы» (ISBN 978-963-386-025-0) (Jewish Life in Belarus. The final decade of the Stalin regime, 1944—1953).
В 2015 году в Иерусалиме была опубликована монография «Цензура в БССР: послевоенные годы, 1944—1956» (ISBN 978-965-92411-0-1).
В 2016 году — «Из опыта пережитого. Воспоминания» Иерусалим, 1988—2016 (ISBN 978-965-92411-1-8).
В 2016—2021 годах участвовал в проекте «По следам еврейских кладбищ Беларуси».
В 2020 году — Смиловицкий Л. Л. «Евреи Беларуси: до и после Холокоста». — Иерусалим, 2020. — ISBN 978-965-92411-2-5.
В 2021 году — Смиловицкий Л. Л. «Евреи Беларуси в годы Холокоста (1941‒1944 гг.)» Сборник избранных статей. — Тель-Авив, 2021. — ISBN 978-965-92411-3-2.
Сотрудничает с Институтом еврейской политики в Лондоне, Институтом изучения Холокоста в Вашингтоне, редакцией Краткой еврейской энциклопедии в Иерусалиме и другими научными учреждениями. Его работы печатаются на английском, немецком, польском, на иврите, русском, белорусском и других языках. Постоянный автор еврейских изданий на русском языке — «Авив», «Берега» (Минск), «Мишпоха» (Витебск), «Возрождение» (Мельбурн, Австралия), «Belarusian Review» (Прага).

### Участник научных конференций
- 2008: «Holocaust in Belorussia during WW-2». Report at workshop «United Europe — Divided Memory» at the Institute for human Sciences Sept. 19-21, 2008 Vienna.
- 2009: Operation 1005 in Belarus: Minsk, Vitebsk, Mogilev, Bobruisk, Borisov, Grodno, Gomel. International conference «Aktion 1005: Nazi Attempts to Erase the Evidence of Mass Murder in Eastern and Center Europe», 1942—1944, organized by Yahad-In Unum, the University of Paris IV Sorbonne, the US Holocaust Memorial Museum’s Center for Advanced Holocaust Studies and College Bernardine, June 15-16, 2009 in Paris[21]
- 2010:
  - «Еврейские беженцы и эвакуация: нераскрытая страница Холокоста» (Jewish Refugees and Evacuation: A Page from «Unknown Holocaust» History), Международная научная конференция «Война на уничтожение. Нацистский геноцид в Восточной Европе» (The War of Extermination: The Nazi Genocide in Eastern Europe), Москва, 26-28 апреля 2010.
  - «История Беларуси, отраженная в Израиле: обзор архивных коллекций документов и материалов» (Israeli Reflections on the History of Belarus: A Review of Archival Collections and Research Centers). Report at the International Conference «Returning to Europe: Belarus’ Past and Future» on November 12-14, 2010. Institute of Civic Space and Public Policy of Lazarski University in Warsaw[22].
- 2012: «Переписка на идиш солдат Красной Армии и их родных: в годы советско-германской войны 1941—1945 годы» (Correspondence in Yiddish between personal in Red Army and their relatives during Soviet-German war, 1941—1945). Report at the International Conference «The Holocaust and the War in the USSR as a reflected in War-times letters and Diaries». November 19-20, 2012. The Yad Vashem International Institute for Holocaust Research (Jerusalem).
- 2014:
  - «Судебное преследование нацистских военных преступников в Советском Союзе» (Nazi Crimes in the Soviet Union as Reflected in Letters, Diaries and Memoirs of Soviet Jews. A Comparative Analysis"). Берлин, Германия 27—29 марта[23][24].
  - «Советские евреи пишут в Красную армию (1941—1945). Опыт формирования коллекции военных писем в Центре диаспоры при Тель-Авивском университете» (Soviet Jews write to the Red Army, 1941—1945. (Creation of a collection of Wartime letters in the Diaspora Research Centre at Tel Aviv University). Report at the International conference «Jewish Soldiers in World War II — Tel Aviv University», December 9-10, 2014.
- 2015: «Война, отраженная в детском сознании. Переписка еврейских детей со своими родителями, военнослужащими Красной армии в годы советско-германской войны 1941—1945 гг.» (The Soviet Children and the Holocaust. The title of Dr. Smilovitsky’s lecture was: «War reflected in the children’s minds. Correspondence of Jewish children with their parents as personnel in Red Army during Soviet German war, 1941—1945»). Report at the International conference in Barcelona University, December 14—15, 2015.
- 2016: «Опыт формирования коллекции военных писем в Центре диаспоры при Тель-Авивском университете. Новые поступления» (The Creation of an Archival Collection of Wartime Correspondence at the Diaspora Research Center. New acquisitions"). Report at the Les Amis Français de l’Université de Tel-Aviv International conference on the topic «Jewish Soldiers in World War II», which took place in the Malka Brender Hall of Justice in the Trubowitz Building of the Faculty of Law at Tel Aviv University. May 19, 2016
- 2017: «Семьи советских солдат-евреев пишут за границу, 1941—1945 годы. Письма и дневники второй мировой войны как исторический источник» («Families of the Soviet Jewish Soldiers Write Abroad, 1941—1945. Letters and diaries of WW2 as a historical source»). Lecture at the International conference Jewish Soldiers in World War II, 1939—1945. Tel-Aviv University. April 20, 2017
- 2018:
  - «Евреи в истории Беларуси». The International round table «Jews in Belarus history» was held in Vilnius in the INTERMARIUM Program of the BELSAT TV. April 24—25, 2018
  - «Холокост в Беларуси и судьба Минского гетто» («Holocaust in Belarus and the fate of the Minsk ghetto»). The International round table «Minsk ghetto: 75 years later» was held in Moscow at the history department of the Lomonosov Moscow State University. November 1—2, 2018
- 2019: Смиловицкий Л. Л. «Холокост в Беларуси — геноцид евреев или белорусов?» Сборник научных докладов. — Тель-Авив, 2019. — С. 93.
- 2022: Письма и дневники евреев-красноармейцев как исторический источник. Институт Бен Цви. Иерусалим (Letters and diaries of Red Army Jews as a historical source). Lecture at the International workshop «Holocaust in the memory of the peoples in the post-Soviet space». Ben Zvi Institute. Jerusalem. December 8, 2022
- 2023: Смиловицкий Л. Л. Антисемитизм в советском тылу. Отношение государства и общества, 1941—1945 гг. Письма. Дневники. Свидетельства современников. — Иерусалим, 2019. (Anti-Semitism in the Soviet Rear. Attitude of the State and Society, 1941—1945: Letters, Diaries, and Testimonies). Lecture at the International conference «Holocaust and Resistance during WW II. Regional Differences of North Caucasus and other Regions of USSR». Ben-Zvi Institute, Jerusalem, 4-5 May, 2023.
- 2024: Сохранение памяти о Холокосте в Беларуси (Preserving the memory of the Holocaust in Belarus). Lecture at the International workshop «Mapping the Co-Presence of Violence and Memory in Belarus». Universität Osnabrück, 10-16 March, 2024.

### Журналистская деятельность
Леонид Смиловицкий — автор серии популярных журналистских репортажей в различных изданиях, в частности, в журналах и газетах «Заметки по еврейской истории», «Мы здесь», «Авив», «Берега», «Belarusian Review», «Мишпоха» и других.

## Книги
- Смиловицкий Л. Л. Катастрофа евреев в Белоруссии, 1941—1944. — Тель-Авив, 2000. — ISBN 965-7094-24-0.
- Смиловицкий Л. Л. Евреи в Турове: история местечка Мозырского Полесья. — Иерусалим, 2008. — ISBN 978-965-555-352-9.
- Смиловицкий Л. Л. Цензура в БССР: послевоенные годы, 1944—1956. — Иерусалим, 2015. — ISBN 978-965-92411-0-1.
- Смиловицкий Л. Л. Евреи Беларуси: до и после Холокоста. — Иерусалим, 2020. — ISBN 978-965-92411-2-5.
- Смиловицкий Л. Л. Евреи Беларуси в годы Холокоста (1941‒1944 гг.) Сборник избранных статей. — Тель-Авив, 2021. — ISBN 978-965-92411-3-2.
- Смиловицкий Л. Л. Узник гетто, партизан и ученый. — Иерусалим, 2025. — ISBN 978-965-7862-07-0.
- Smilovitsky L. L. Jewish Life in Belarus. The final decade of the Stalin regime, 1944—1953 (англ.). — Budapest—New York: Central European University Press (CEU Press), 2014. — 346 p. — ISBN 978-963-386-025-0.
- Smilovitsky L. L. The Holocaust in Belorussia, 1941—1944 (англ.). — Tel Aviv, 2000. — 432 p. — ISBN 965-7094-24-0.